# 西岡由香
西岡 由香（にしおか ゆか、1965年〈昭和40年〉 - ）は、日本の漫画家。長崎県長崎市出身。「さらん」（사랑。ハングルで“愛”）のペンネームも持つ。
1999年（平成11年）、1999年に平和団体ピースボート主催による地球一周クルーズへの参加をきっかけに、平和をテーマにした漫画の執筆を志す。
2007年、週刊金曜日「さらん日記」で漫画家デビュー。2008年（平成20年）、長崎原爆をテーマとした『夏の残像 ナガサキの八月九日』を上梓する。原爆をテーマとした漫画は、広島原爆を取り上げた『はだしのゲン』などが知られるが、長崎原爆についてはほとんど前例のないものだった。その後も長崎原爆、東日本大震災と福島第一原子力発電所事故、長崎ゆかりの宣教師であるマルク・マリー・ド・ロに関する漫画を発表する。
2015年（平成27年）には長崎原爆の被爆者である小峰秀孝、深堀リン、片岡ツヨの半生を綴ったノンフィクション漫画『被爆マリアの祈り 漫画で読む3人の被爆証言』により、反核や平和などの分野で優れた報道をした団体・個人に贈られる「平和・協同ジャーナリスト基金賞」において、女性ライターや女性問題を扱った作者を対象とした「荒井なみ子賞」を受賞した。漫画家としての活動の傍ら、長崎大学の非常勤講師も務めている。
週刊金曜日に「さらん日記」を連載中。

## 作品リスト
- 『夏の残像 ナガサキの八月九日』凱風社、2008年3月。ISBN 978-4-7736-3209-5。
- 『愛のひと ド・ロ神父の生涯』長崎文献社、2009年1月。ISBN 978-4-88851-131-5。
- 『八月九日のサンタクロース 長崎原爆と被爆者』凱風社、2010年2月。ISBN 978-4-7736-3403-7。
- 『さよならアトミック・ドラゴン 核と原発のお話』凱風社、2012年3月。ISBN 978-4-7736-3603-1。
- 『被爆マリアの祈り 漫画で読む3人の被爆証言』長崎文献社、2015年7月20日。ISBN 978-4-88851-241-1。